# Timon Sámuel
Schmerhoffi és szedlicsnai Timon Sámuel (Tornyos, 1675. július 20. – Kassa, 1736. április 7.) jezsuita szerzetes, az első valódi jezsuita történettudós.

## Életpályája
Családja Morvaországból költözött be. 1693-ban lépett be a jezsuita rendbe. Bölcseletből és hittudományból doktorált. Nagyszombatban retorikát, Kassán a teológiát és más tárgyakat adott elő. Szerzetesnek készült, de betegsége ebben megakadályozta. Több helyen is volt rendfőnök. Történeti, földrajzi, nyelvtani és teológiai műveket írt latinul.
Kronologikus módszerével (Synopsis novae chronologicae és Epitome) megalapozta a jezsuita történetírói iskolát. Kritikai szemléletének célja a korábbi történetírók hibáinak kiigazítása. „Az igazságra törekszünk, nem a másokkal való egyetértésre” – írta Timon, de a rendi és a jezsuita szemlélet nála is érvényesül. Kiemelte az oklevelek fontosságát a történelem tanulmányozásában. Foglalkozott a magyar címer szimbolikájával is (Imago Novae Hungariae). Levelezését Apor Péterrel az Imago novae Hungariae függelékeként adta ki.

## Művei
- Syllabus vocabulorum Grammaticae Emanuelis in ordine digestus. Nagyszombat 1702
- Celebriorum Hungariae Urbium & Oppidorum topographia. Pars Secunda. Pannoniam novam complexa... Nagyszombat 1702
- Dies Peripateticus. Hoc est Philosophicus & Ambulatorius... Nagyszombat 1708 (névtelenül)
- Corona Regni Hungariae... Carolo VI. Imperatore tempore impositi diadematis, a Collegio Tyrnaviensi oblatam. Nagyszombat 1712 (névtelenül)
- Synopsis novae chronologicae Regnorum Hungariae. I-II. Nagyszombat 1714, III. Nagyszombat, 1715

Brevis commentarius IV. Nagyszombat 1718, V. Nagyszombat 1719
[Synopsis novae chronologicae Regnorum Hungariae, Croatiae, Dalmatiae etc. Pars I. et II. a nativitate S. Stephani primi regis hungarorum inchoata. Pars III. Ab anno 1458 ad 1526. perducta. Uo., 1714, 1715 (Új kiad.: Epitome chronologica... usque ad annum 1576. typis edita, nunc denuo accurate revisa, in multis correcta, aucta & usque ad annum 1736. producta. Rost Tamás SJ által. Cassoviae, 1736. és Claudiopoli, 1764)]
- Epitome chronologica rerum Hungaricarum. Kassa 1736
- Purpura Pannonica, sive vitae et gestae S. R. E. cardinalium, qui aut in ditionibus sacrae coronae Hungaricae nati cum regibus sangvine conjuncti, aut episcopatibus Hungaricis potiti fuerunt... Tyrnaviae, 1715 (névtelenül; Cum additamentis. Cassoviae, 1745. REAL-R Aucta et emendata. Claudiopoli, 1746. Skoda György SJ-nek is tulajdonították)
- Imago antiquae Hungariae, repraesentans terras, adventus res gestas gentis hunnicae. Historico genere strictim perscripta. Cassoviae, 1733 (Új kiad. Tyrnaviae, 1735; Viennae, 1754; Viennae, Pragae et Tergesti, 1762; Cassoviae, 1766, 1833) REAL-R Imago novae Hungariae a második részben
- Imago novae Hungariae, repraesentans regna, provincias, banatus et comitatus ditionis hungaricae Historico genere strictim perscripta. Cassoviae, 1734 (Új kiad. Tyrnaviae, 1735; Viennae, 1754. és Viennae, Pragae, Tergesti, 1762)
- Tibisci Ungariae fluvii notio, Vagique ex parte... Cassoviae, 1735 (Új kiad. Uo., 1767)
- Opusculum theologicum, in quo quaeritur, an et qualiter possit Princeps Catholicus in ditione sua retinere haereticos, vel contra poenes eos aut exilio ad Fidem Catholicam amplectendam cogere... Tyrnaviae, 1721 (mások Szerdahelyinek tulajdonították)

Kéziratos munkáit felsorolta Stoeger. Ezek közül a budapesti Egyetemi Könyvtárban a Kaprinay-gyűjteményben (A. fol. Tom. XXXVII.): Annales regni Hungariae ab anno 1598–1662 perducti, 93-100 és 121-124. l. Kazy Ferenc Historiájában felhasználta.

## Lásd még
- Hármas halom